# Икономов, Матей Спасов
Матей Спасов Икономов (болг. Матей Спасов Иконо̀мов; 7 января 1871, Сопот — 10 марта 1960, София) — болгарский актёр, режиссёр, драматург, театральный деятель, педагог, основатель театральных коллективов в ряде городов Болгарии. Народный артист НРБ (1955).

## Биография
Сын священника.
Творческую деятельность начал в 1887 году на сцене театра «Основа» в Софии. В 1892—1895 и 1897—1900 годов играл в театре драмы и комедии. В 1895 году создал театр в Разграде
В 1900—1902 годах учился в Италии.
Один из организаторов театральных трупп в Русе, Сопоте, Карлово, Пазарджике и других городах Болгарии, основатель передвижного «Современного театра» (1902—1912), где ставил пьесы М. Горького, Л. Толстого, А. П. Чехова, Г. Ибсена, Шекспира, А. Островского, Г. Гауптмана, болгарских драматургов.
В 1924 году организовал передвижную труппу «Родная сцена». Автор и переводчик ряда пьес.

## Избранные роли
- Несчастливцев («Лес» А. Островского) и др.
- Федя Протасов («Живой труп» Л. Толстого)
- Актёр («На дне» М. Горького)
- Хелмер («Нора (Кукольный дом)» Г. Ибсена)
- Яго («Отелло» Шекспира)
- Бойчо Огнянов («Под игом» И. Вазова)

## Избранные драматургические произведения
- «Последната молба» (1899)
- «Под новото иго» (1923)
- «Баща и син» (1924)
- «Да живее лъжата» (1927)
- «Освобождение. Най-силните» (1928)
- «Съдът на Симеона» (1928)
- «За свободата», по романа «Под игом» (1933)